# بوب هووبر
بوب هووبر هو لاعب كرة قاعدة كندي، ولد في 30 مايو 1922 في ليمينغتون في كندا، وتوفي في 17 مارس 1980 في نيو برونزويك في الولايات المتحدة.

## وصلات خارجية
- بوب هووبر على موقعبيزبول رفرنس.كوم (الدوري الرئيسي) (الإنجليزية)
- بوب هووبر على موقعبيزبول رفرنس.كوم (الدوري الثانوي) (الإنجليزية)